# 에드 게인

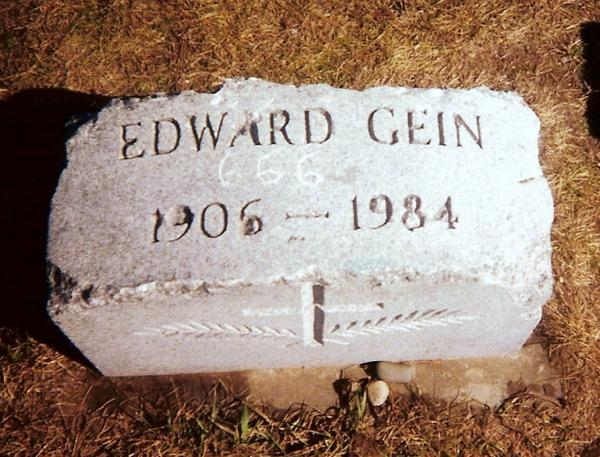

에드워드 시어도어 게인(Edward Theodore Gein, 1906년 8월 27일 ~ 1984년 7월 26일), 속칭 에드 게인(Ed Gein)은 미국의 도굴꾼이자 연쇄 살인자이다. 에드 게인은 무서운 어머니 아래 자라났고, 어머니가 죽은 후에는 시체 애호가가 되어 무덤에서 시체를 파내 엽기행각을 벌이다가 후에는 살아있는 사람을 총으로 쏴 죽여 검거되었다. 《싸이코》, 《텍사스 전기톱 연쇄 살인사건》, 《양들의 침묵》 등의 모델이 된 인물이기도 하다. 또한 각종 매체에서도 등장하였다.

## 같이 보기
- 도굴